# Ingatestone

Ingatestone in Essex (rot)

Ingatestone ist eine Kleinstadt mit ca. 3400 Einwohnern in der Grafschaft Essex in England. Sie liegt im Verwaltungsbezirk Brentwood, zwischen London und Chelmsford.
Das Städtchen hat stündliche (oder häufiger) Zugverbindungen mit London und ist deshalb als Trabantenstadt bekannt.

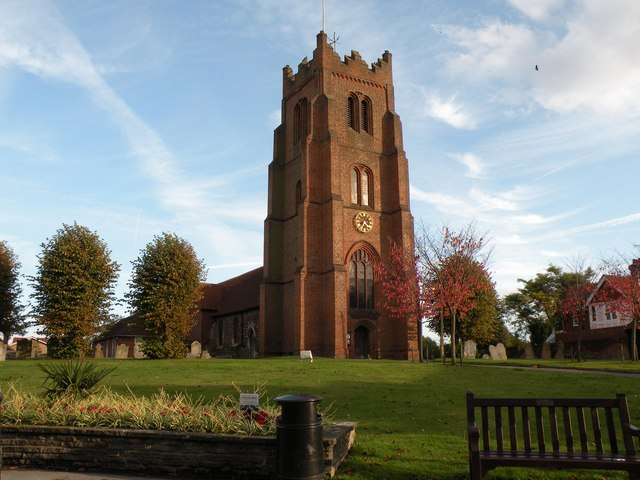
Kirche St. Edmund and St. Mary
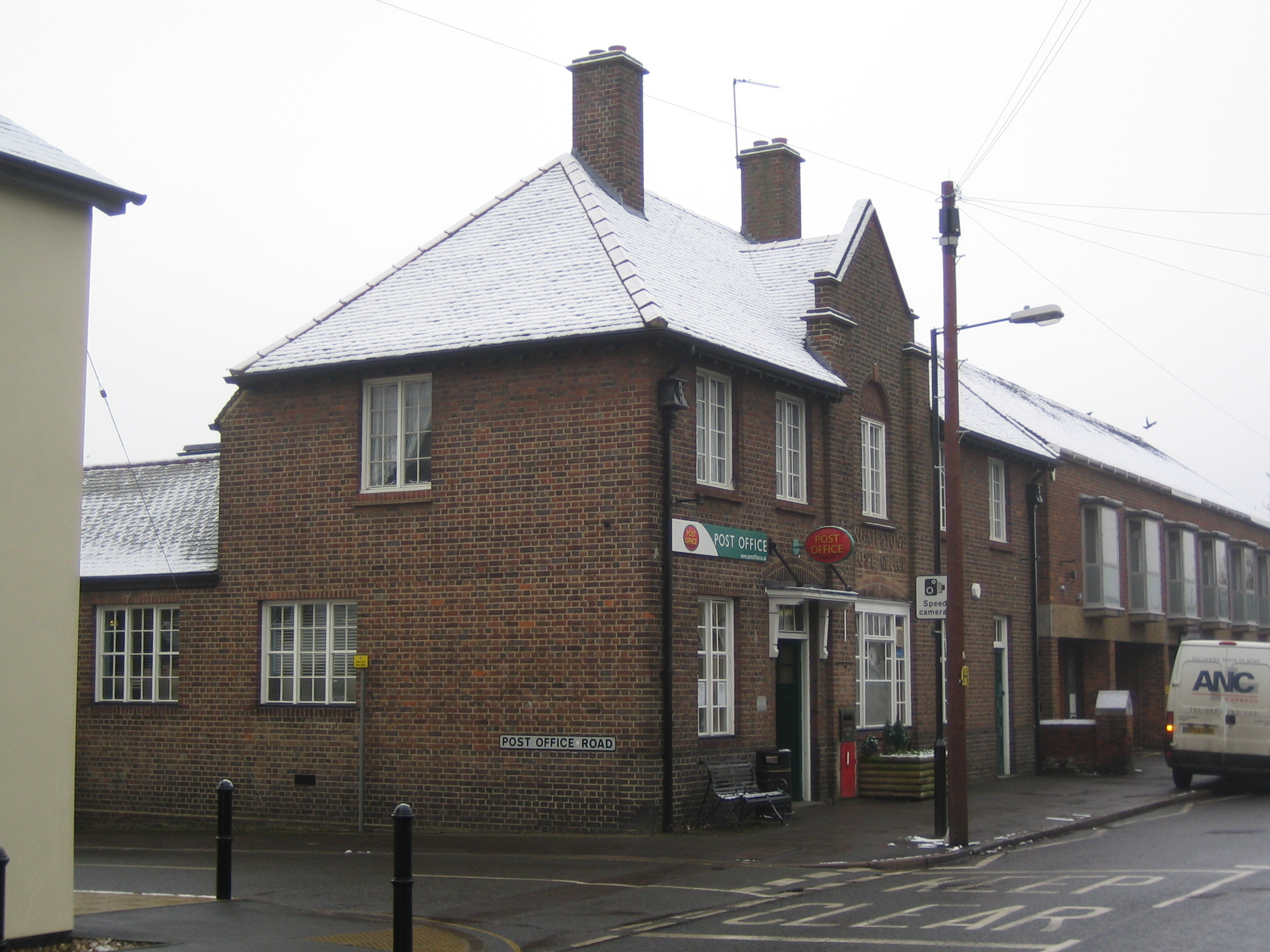
Ingatestone: Das Postamt
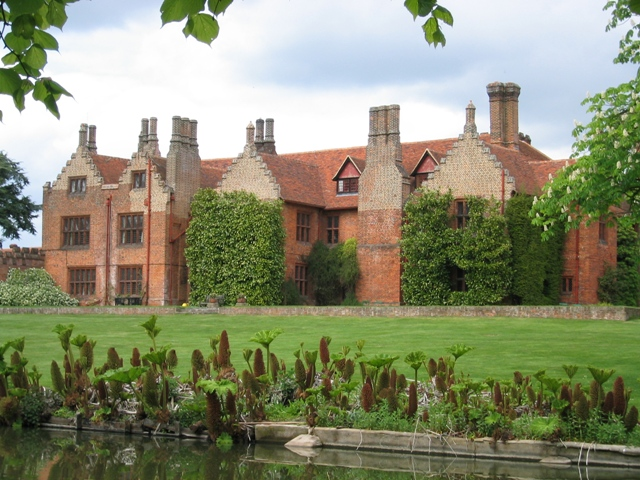
Ingatestone Hall von Süden

## Bekannte Persönlichkeiten
- Sarah Miles (* 1941), britische Schauspielerin